# Baldriga tropical
La baldriga tropical (Puffinus bailloni) és un ocell marí de la família dels procel·làrids (Procellariidae) tradicionalment considerada una subespècie de la baldriga d'Audubon. Cria a les Mascarenyes i altres illes de l'Índic i del Pacífic, i es dispersa per aquests oceans.